# Cratere Dunhuang
Dunhuang  è un cratere sulla superficie di Marte.